# ختایی (آغ‌استفا)
ختایی (به لاتین: Xətai، تا ۲۹ دسامبر ۱۹۹۲ مارکسکوا Marksovka) یک منطقه مسکونی در جمهوری آذربایجان است که در شهرستان آغستفا واقع شده است. ختایی ۵۷۳۸ نفر جمعیت دارد.